# 都市計画審議会
都市計画審議会（としけいかくしんぎかい）は、日本の地方公共団体に設置されている審議会等の一つで、都市計画法に基づき、都市計画に関する事項の調査審議を行う。もともとは都市計画調査会を母体とし、旧法施行に合わせ都市計画委員会となった。そして戦後になり都市計画審議会となったという歴史をもつ。

## 沿革

### 旧都市計画法期
1919年に定められた旧都市計画法は、内務省内に内務大臣を委員長とする都市計画中央委員会を、各府県庁内に地方長官を委員長とする都市計画地方委員会を設置した。特に地方委員会は内務大臣が都市計画を決定するにあたって調査審議を行う機関として位置づけた。都市計画を行う都市計画区域の決定（第2条）はもちろん、都市計画と都市計画事業の決定、毎年度執行事業（第3条）については、都市計画委員会の議を経ることが規定された。戦後の内務省解体により、都市計画の主務大臣が建設大臣になり、委員会は建設省の所管となった。
1949年には施行令及び委員会官制の改正により都市計画審議会と改称された。

### 新都市計画法の成立後
都市計画の決定権限は、1968年に成立した新都市計画法により、原則的に国から地方公共団体へと移行した。この結果、地方に都市計画決定を扱う審議会が必要とされることになった。その一方で、都市計画に関する重要事項を調査審議するための機関の設置が必要だと考えられた。このため、都市計画審議会は次のような三層構成となった。
- 都市計画中央審議会

都市計画法第76条により、建設省の附属機関として置かれた。機能は、都市計画に関する重要事項について関係行政機関に建議することが主体で、実質的には旧法時代における宅地審議会の機能を引き継いでいる。その後の都市計画法の重要な改正は、この中央審議会の答申を受けて行われている。
- 都市計画地方審議会

都市計画法第77条により、都道府県知事の諮問に応じて都市計画に関する事項を調査審議するため、都道府県に置かれた。旧都市計画法期に大臣にあった都市計画の決定権限が新法で地方に移されたため、旧都市計画法期の都市計画地方委員会の機能を受け継いだのは、この都市計画地方審議会である。
- 市町村審議会

都市計画の施行にあたり、建設事務次官通達は、「都市計画は市町村にとって都市のあり方を決定する重要な行政」であるので、都道府県知事が決定する場合も、原則として原案を市町村が作成するように求めた。同時に、都市計画に関する事項を審議するための付属機関として、地方自治法に基づいて審議会を設置するように示し、とくに都市計画区域の区域区分（線引き）を行う市町村については設置を指導した。市町村審議会は、先の建設事務次官通達により、市町村が定める都市計画と都道府県知事が定める都市計画について、市町村の意見を付議するように運営された。この市町村審議会の結果を受け、都市計画地方審議会で都市計画決定が行われるのが慣例となった。

### 地方分権と国土交通省誕生後
地方分権で都市計画事務のあり方が再検討され、同時に国では中央省庁等改革が行われた。この結果、2000年から次のような構成に変化した。
- 社会資本整備審議会

中央省庁等改革によって国土交通省が誕生することを受けて都市計画法が改正され、「都市計画中央審議会」が「社会資本整備審議会」と改められた。
- 都道府県都市計画審議会

都市計画地方審議会は当該都道府県に関する全ての都市計画決定を扱っていたが、都道府県都市計画審議会は、都道府県が行う都市計画決定を審議するのが任務になった。但し、市町村が行う都市計画決定についても、当該市町村が市町村都市計画審議会を有しない場合は、この都道府県都市計画審議会が審議を行う。
- 市町村都市計画審議会

従来の地方自治法に基づく市町村審議会は都市計画法の枠外にあり、都市計画地方審議会の事前審議としての性格のものであった。しかし、地方分権によって都市計画法に「市町村都市計画審議会」が位置づけられ、市町村が決定する都市計画はこの審議会を経ればよいこととされた。

## 現状
現在、都市計画審議会は、「都市計画決定」を行うために欠かせない審議会として機能している。メンバーは、条例により、学識経験者、議会の議員、関係行政機関の代表、および住民の代表で構成されている。しかし、委員を選任するのは地方公共団体の首長であり、その点で行政の意向が通りやすいという問題が指摘されている。都市計画決定をどのように行うのかは、今後の日本都市計画に課せられた重要課題の一つである。